# Черніхув (гміна, Краківський повіт)
Гміна Черніхув (пол. Gmina Czernichów) — сільська гміна у південній Польщі. Належить до Краківського повіту Малопольського воєводства.
Станом на 31 грудня 2011 у гміні проживало 13731 особа.

## Площа
Згідно з даними за 2007 рік площа гміни становила 83.80 км², у тому числі:
- орні землі: 69.00%
- ліси: 18.00%

Таким чином, площа гміни становить 6.82% площі повіту.

## Населення
Станом на 31 грудня 2011:
| Опис     | Загалом | Загалом | Чоловіки | Чоловіки | Жінки | Жінки |
| -------- | ------- | ------- | -------- | -------- | ----- | ----- |
| одиниця  | осіб    | %       | осіб     | %        | осіб  | %     |
| все      | 13731   | 100     | 6787     | 49.43    | 6944  | 50.57 |
| міське   | 0       | 100     | 0        |          | 0     |       |
| сільське | 13731   | 100     | 6787     | 49.43    | 6944  | 50.57 |

## Сусідні гміни
Гміна Черніхув межує з такими гмінами: Альверня, Бжезьниця, Кшешовіце, Лішкі, Скавіна, Спитковіце.